# 志摩市志摩総合スポーツ公園
志摩市志摩総合スポーツ公園（しまししまそうごうスポーツこうえん）は、三重県志摩市にある運動公園である。同市志摩町のスポーツの拠点であり、志摩市内で唯一400mトラックを有する。
ここでは隣接する志摩市志摩B&G海洋センター及び志摩ふれあい公園についても記述する。

## 概要
志摩市最南端にある先島半島（さきしまはんとう）の中央部に位置する。女子バレーボール日本代表の山口舞が小・中学校時代に練習に励んだ志摩市志摩B&G海洋センター、多目的グラウンドなどを有する志摩市志摩総合スポーツ公園、志摩ふれあい公園の3つの施設からなる。
夏休みを中心に合宿利用があり、志摩町スポーツ少年団・志摩スポーツクラブが本拠地としている。
- 所在地：三重県志摩市志摩町布施田1101番地（スポーツ公園は1103番地）
- 休業日：月曜日（祝日の場合は翌日）、年末年始

## 施設

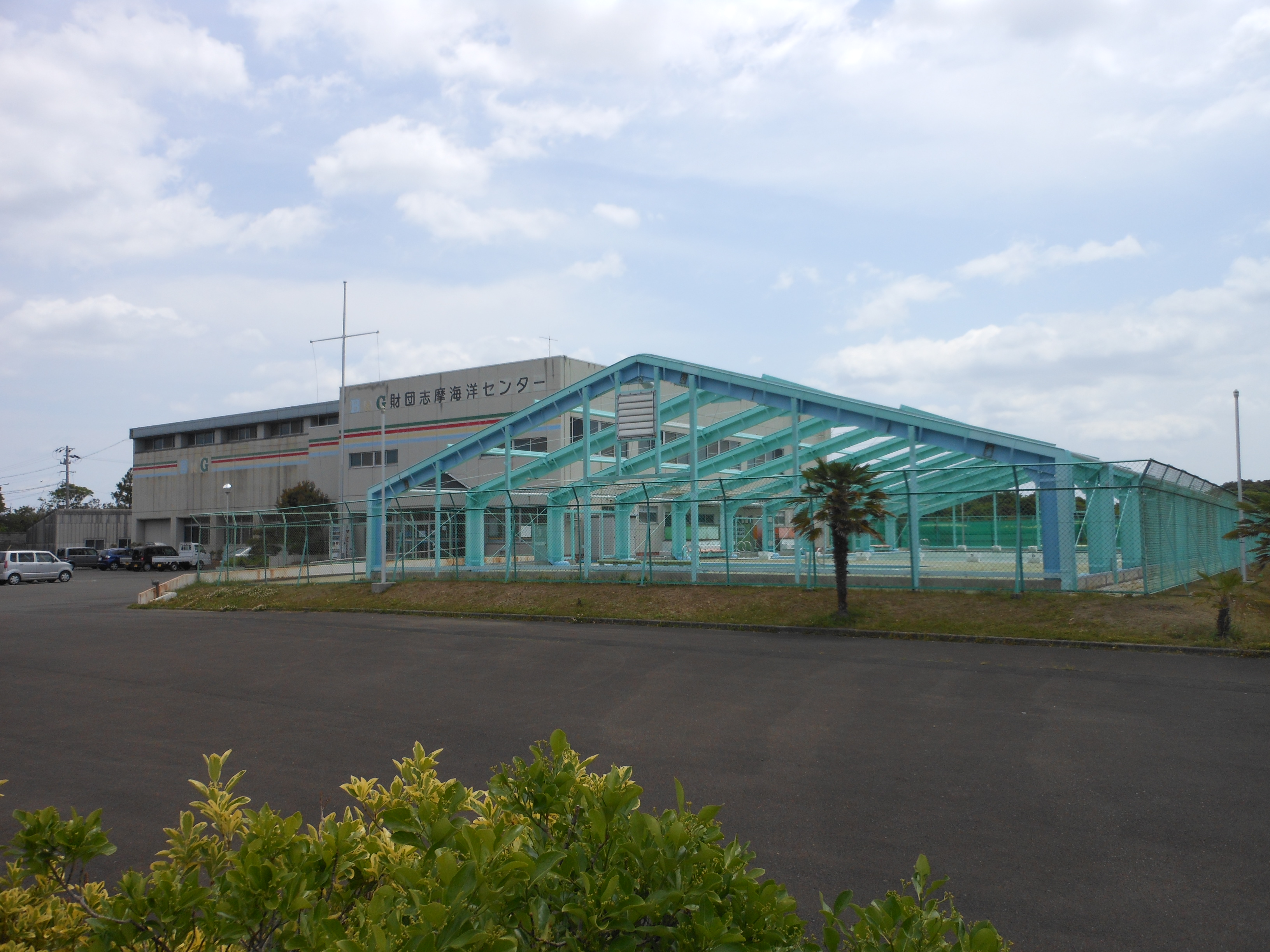
海洋センター

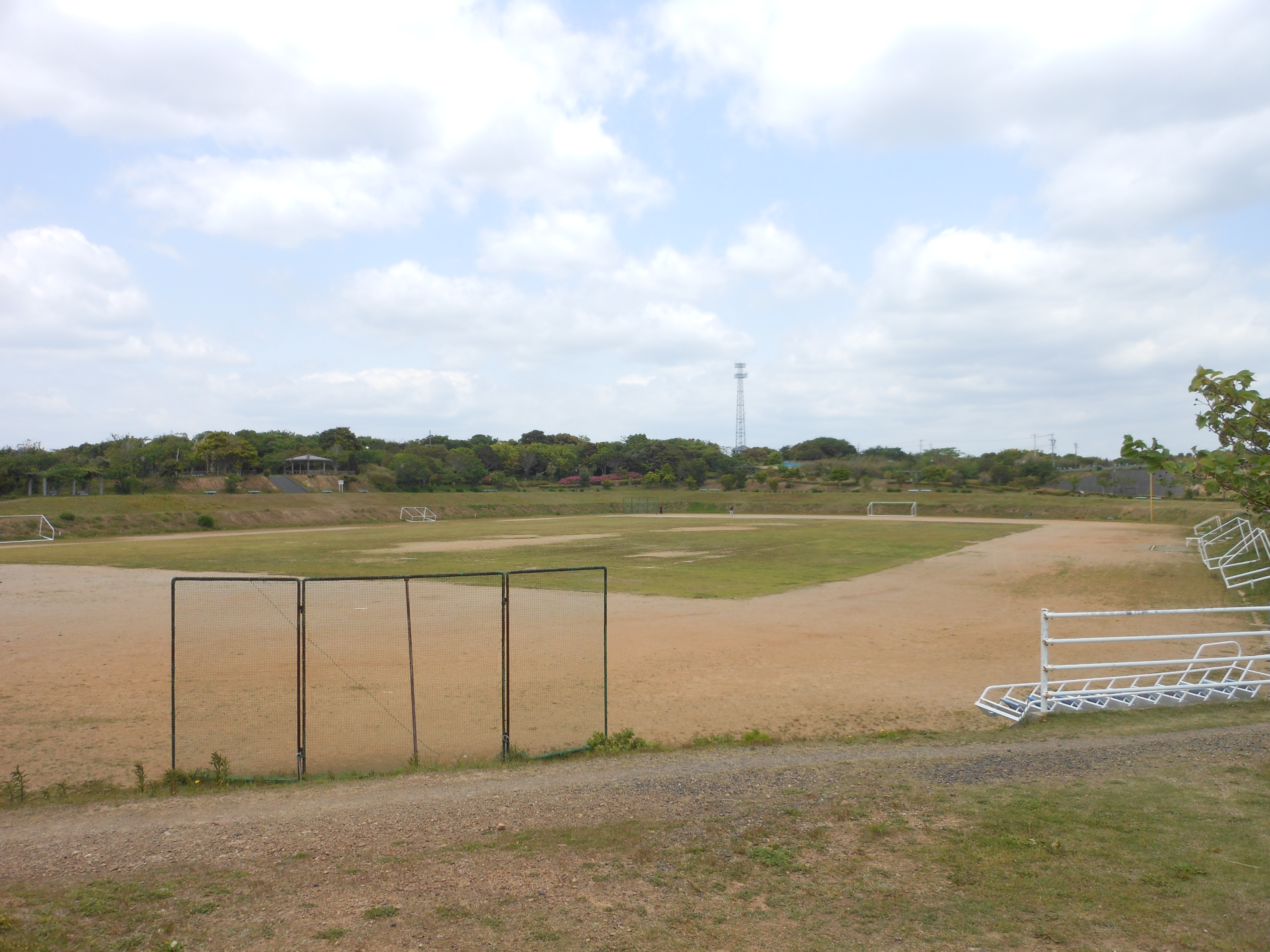
多目的グラウンド

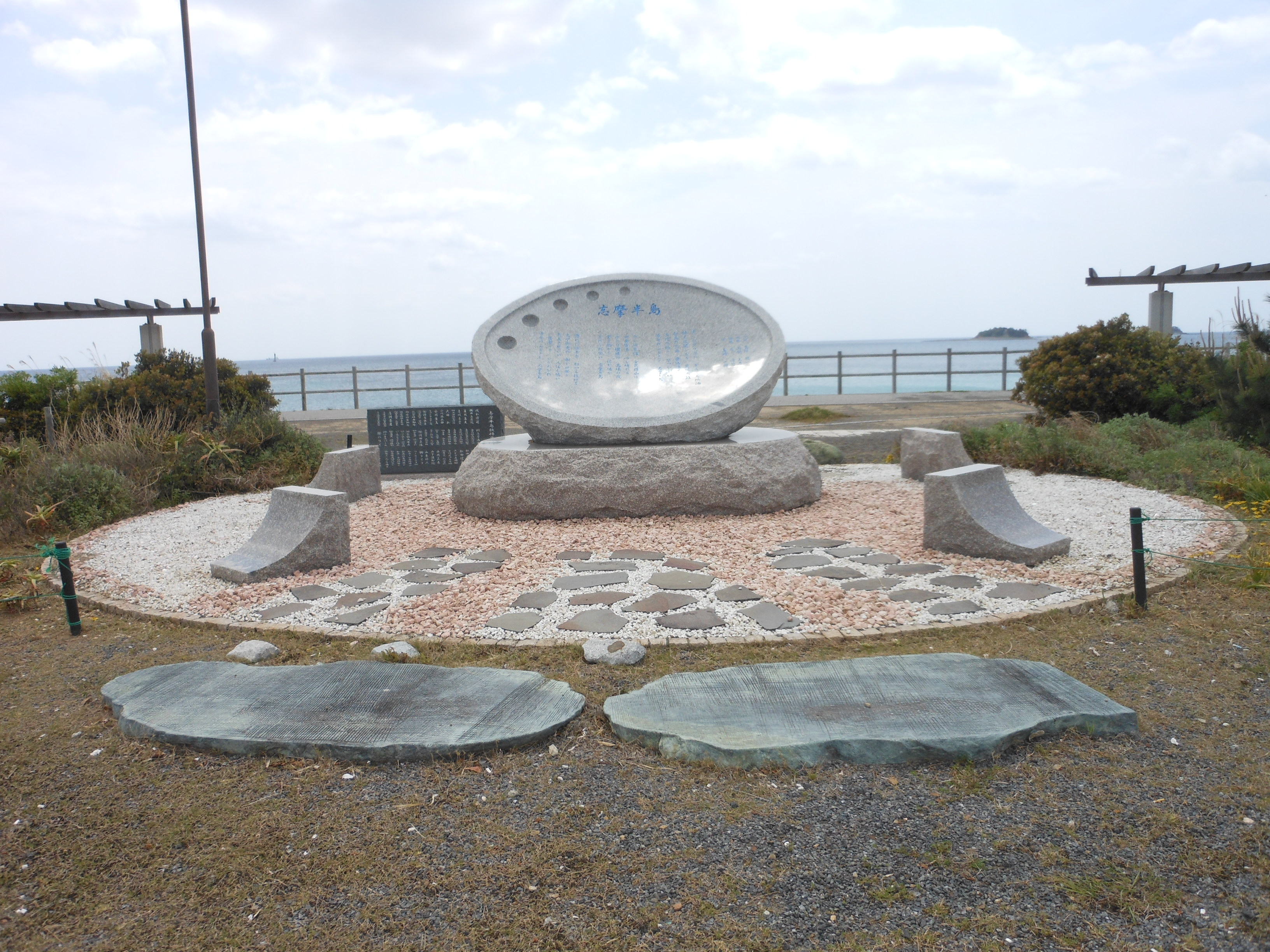
志摩半島歌碑

### 志摩B&G海洋センター
1987年（昭和62年）に開設された複合スポーツ施設である。
- アリーナ：726.15m2、600人収容
- 武道場：456.30m2
- プール：一般用（25m×6コース）、幼児用（10m×6コース）
- ミーティングルーム
- トレーニングルーム：300人収容

### 志摩総合スポーツ公園
B&G海洋センターの開業を受けて、5年の事業計画を経て開園した。総面積は6.2haである。
- 多目的グラウンド（400mトラック、土のグラウンド）
- テニスコート：2面（人工芝コート、ハードコート）
- ゲートボール場：1面
- 相撲場
- 子ども広場

### 志摩ふれあい公園
太平洋岸広の浜に面する公園。「布施田ふれあい公園」とも称する。
特に遊具はないが、公園からは和具大島や小島が見渡せ、夏にはハマユウが咲き乱れる。鳥羽一郎の演歌「志摩半島」の歌碑がある。

## 沿革
1986年（昭和61年）8月にブルーシー・アンド・グリーンランド財団（B&G財団）による海洋センターの誘致が決定、9月に着工を開始、翌1987年（昭和62年）5月16日にアリーナやプールなどが完成した。
これを受けて志摩町（当時）は海洋センターの周辺に「総合スポーツ公園」を建設する計画を1989年（平成元年）より策定を開始。1990年（平成2年）にはB&G財団から志摩町に海洋センターが無償譲渡された。1995年（平成7年）4月29日に「志摩町総合スポーツ公園」が竣工した。
2001年（平成13年）、三重県鳥羽市出身の演歌歌手・鳥羽一郎が当地を歌った「志摩半島」をリリース、翌2002年（平成14年）10月20日に同曲の歌碑がふれあい公園内に設置された。
2016年（平成28年）5月19日から5月29日までの間、伊勢志摩サミットに伴う警備拠点として利用されるため、一般の利用制限が課せられる。

## 主な開催試合及び行事
- 志摩市体育協会卓球大会[3]
- 志摩剣道祭（6月）[3]
- 志摩市小学校陸上競技記録会（旧志摩郡小学校陸上競技記録会、10月）[3]
- サイクルマラソン鳥羽志摩線（9月）[8]
- あわび王国まつり（10月[9]⇒5月[10]）

### あわび王国まつり
あわび王国まつりは、志摩ふれあい公園で開催されるイベントである。2013年（平成25年）は5月4日に開催され、ステージ発表で和具小学校鼓笛隊や和具荒波太鼓の演奏、1000人にアワビの刺身とトコブシ（フクダメ）のうま煮の盛り合わせの振る舞いなどが行われた。

## 交通
- 三重交通布施田西口バス停下車、徒歩分。
- 国道260号（本線）沿い。
  - 駐車場：163台

## 周辺
- 志摩消防署志摩分署
- コメリハード&グリーン志摩店
- 一番亭志摩店
- ぎゅーとらラブリー志摩店